# Bartolomeo Vallante
Bartolomeo Vallante, detto Catena (Monte San Giovanni Campano, 1550 circa – Roma, 11 gennaio 1581), è stato un brigante italiano del XVI secolo.

## Biografia

### Il primo delitto
Nato a Monte San Giovanni Campano, all'epoca feudo della famiglia d'Avalos, a 22 anni, nel corso della faida che contrapponeva la sua famiglia a quella dei Cimello, per vendicare la morte del fratello, ne uccise l'assassino. Fu immediatamente bandito dalla città e condannato alla pena capitale.

### Gli anni del brigantaggio
Iniziò una vita errabonda a capo di un folto gruppo di banditi, si rese protagonista di numerosi atti criminali sia nello Stato Pontificio e sia nel limitrofo Regno di Napoli. 
Compì delle rapine ai danni dei mercanti lungo le strade che collegavano Roma con Napoli; per vendetta o per compiacere i suoi nobili amici commise ben 54 omicidi. Soprattutto per mantenere i suoi seguaci esercitò la lucrosa attività del rapimento a scopo di riscatto.
Fu soccorso e protetto da alcuni rappresentanti delle famiglie più potenti dell'epoca, compresa quella dei Caetani e degli Sforza. Costoro, oltre a garantirsi la protezione delle loro Terre e l'incolumità dei loro vassalli lo utilizzavano per compiere vendette e per intimorire i loro nemici. Operò per un decennio sia nello Stato Pontificio e sia nel Regno di Napoli e, nonostante la collaborazione tra i due stati confinanti, evitò la cattura, anche grazie alla complicità di numerosi conniventi, che prestavano soccorso ai feriti, li nascondevano e li rifocillavano, anche nel timore di feroci rappresaglie in caso di rifiuto. Catena pretendeva un compenso in denaro, pena la vita, da coloro che avevano collaborato con i suoi nemici. Anche numerosi religiosi furono complici e manutengoli del bandito. Alcuni di essi, come il cardinale Cesare Baronio di Sora, invece, tentarono di farlo desistere dalla sua vita criminale e di riportarlo sulla retta via.
Raccolse intorno a sé un gran numero di fuoriusciti e di sbandati di ogni risma e di varia origine. La sua banda annoverava ben undici suoi conterranei e trentaquattro provenienti dai paesi limitrofi. Tra i suoi più feroci e violenti spiccava il suo braccio destro, Bartolomeo De Ficcagli, detto Spelonca.

### Cattura
Nel 1580, dopo essersi riappacificato con i suoi nemici di Monte San Giovanni Campano, grazie alla mediazione del cardinale Innico d'Avalos, nel rispetto della clausola di risiedere ad almeno cinquanta miglia di distanza da Monte San Giovanni Campano, si recò a Valmontone. Da qui mentre tentava di raggiungere Santa Fiora, nella Maremma toscana, venne catturato dal bargello di Roma e imprigionato nel carcere di Tor di Nona il 26 novembre del 1580, perché in possesso di armi proibite, senza essere identificato. Solo quando fu sottoposto alla tortura rivelò la propria identità confessando i suoi delitti nel corso del processo e per tutto il periodo della sua detenzione fu assistito e confortato dal cardinale Cesare Baronio.

### La condanna
L'11 gennaio del 1581 fu condotto al supplizio. Alle quattro del mattino i confratelli dell'Arciconfraternita di San Giovanni Decollato di Roma raggiunsero il condannato che si confessò, chiedendo perdono alle sue vittime. Alle 11 fu fatto salire su un carro e condotto per Roma, lungo il percorso era tormentato con tenaglie arroventate. Giunto a Ponte Sant'Angelo, il luogo deputato alle esecuzioni capitali, venne impiccato. Alla esecuzione assistette Michel de Montaigne, il noto letterato francese, come testimoniò il suo segretario.
Il corpo del giustiziato fu squartato e rimase esposto alla vista della gente per tutto il giorno. La sera i miseri resti furono trasportati nella chiesa di San Giovanni Decollato; la testa fu consegnata al Mastro di Giustizia per essere consegnata ad un gentiluomo campano per essere esposta in una città del Regno di Napoli